# Makak
Makak es una comuna camerunesa perteneciente al departamento de Nyong-et-Kéllé de la región del Centro.
En 2005 tiene 29 135 habitantes, de los que 8392 viven en la capital comunal homónima. La temperatura promedio es de 20 °C. El mes más cálido es marzo, con 22 °C , y el más frío es agosto, con 16 °C. La precipitación media es de 1972 milímetros al año. El mes más lluvioso es abril, con 402 milímetros de lluvia, y el más seco es enero, con 12 milímetros.
Se ubica sobre la carretera P9, unos 60 km al suroeste de Yaundé.

## Localidades
Comprende, además de la ciudad de Makak, las siguientes localidades:
- Bakoukoué
- Baya
- Beng Nyong
- Bikoukound
- Bitoutouck
- Boum Nkok
- Ekoadjom
- Kaya
- Koukoum
- Lep Libong
- Lep Mamb
- Libamba
- Likongue
- Maboun
- Mambando
- Mandoga
- Mango'o
- Mayos
- Mbahgue
- Mbandjock
- Mbem Ndjock
- Mbeng
- Mboglom
- Minka
- Minkotmbem
- Mom
- Ndjantibda
- Ngombas I
- Ngombas II
- Ngong
- Ngouimakong
- Ngoungoum I
- Ngoungoum II
- Ngwate
- Sepp